# حزب العمال الديمقراطي الاشتراكي الروسي
حزب العمل الاشتراكي الديمقراطي الروسي أو حزب العمال الاشتراكي الديمقراطي الروسي كان حزبًا ثوريًّا اشتراكيًّا تأسس سنة 1898 في مينسك، بهدف لم شمل كافة المنظمات الثورية حينها تحت مظلة واحدة بيد أن الحزب تعرض بعد تأسيسه لهزات داخلية عنيفة كان قطباها فلاديمير لينين ومن خلفه البلاشفة وهم الأكثرية في وجه يوليوس مارتوف زعيم المناشفة كانت الغلبة فيها للبلاشفة فقاموا بتغيير مسمى الحزب في عام 1917 إلى الحزب الشيوعي السوفيتي.